# Myrtastrum
Genre
Classification phylogénétique
Myrtastrum est un genre de plantes à fleurs de la famille des Myrtacées endémique en Nouvelle-Calédonie. Il est monospécifique :
- Myrtastrum rufopunctatum Pancher (ex Brongn. & Gris) Burret

C'est un arbre ou un arbuste que l'on trouve dans le maquis minier, jusqu'à 1200 m d'altitude.